# 에리다누스자리 엡실론 b
에리다누스자리 엡실론 b 또는 HD 22049 b는 에리다누스자리에 있는, 지구에서 약 10.5광년 거리에 있는 외계 행성이다. 이 행성이 속한 에리다누스자리 엡실론 항성계는 확인된 바로는 태양계에서 가장 가까운 외계 행성계이다.

## 발견
2000년 8월 7일 아티 헤치스 연구팀은 이 행성의 질량이 목성의 1.2 ± 0.33배, 어머니 항성으로부터의 거리는 3.3 천문단위라고 밝혔다. 궤도의 이심률은 매우 컸다. 그러나 제오프리 마시 팀은 엡실론별의 강하고 변덕스러운 자기장 때문에 도플러 잡음이 생겨서, 이를 행성이 존재하는 것으로 착각한 것이라고 주장했다. 두 팀 사이의 논쟁은 이후 허블 우주 망원경이 행성의 존재를 확인하기 전까지 계속되었다. 엡실론 b의 존재는 1990년대 초 브루스 캠벨, 고든 워커 연구진에 의해 이미 예측되었으나, 이들의 연구는 확고한 발견임을 입증할 정도로 명료하지 못했다.

## 물리적 특징
질량은 목성의 1.5배이며 지구 관측자의 시야에 대비할 경우 궤도경사각은 30도이다. 궤도경사각과 엡실론별을 둘러싼 먼지 원반의 각도는 평행하다. 이 행성은 2007년 근일점을 통과한 것으로 생각된다.

## 같이 보기
- 큰곰자리 47 b
- 페가수스자리 51 b
- 에리다누스자리 엡실론 c

## 참고 문헌
1. 1 2  “Hubble Zeroes in on Nearest Known Exoplanet”. Hubble News Desk. 2006년 10월 9일. 2006년 10월 10일에 확인함.
2. ↑  Benedict et al. (2006), The Extrasolar Planet ɛ Eridani b: Orbit and Mass, The Astronomical Journal, Volume 132, Issue 5, pp. 2206-2218; 인쇄용